# 죽거나 혹은 나쁘거나
《죽거나 혹은 나쁘거나》는 영화감독 류승완 이 장편 영화로는 2000년에 처음으로 만든 작품이다. 4 개의 단편들, 즉, 〈패싸움〉, 〈악몽〉, 〈현대인〉, 〈죽거나 혹은 나쁘거나〉가 스토리 상으로 서로 연결돼 있다. 초저예산으로 제작되었고, 1개의 개봉관에서만 개봉될 수 있었지만, 관객들이 작품을 계속 찾으면서 결국 전국에 확대 개봉되어 화제를 불러 일으켰었다.

## 캐스팅
- 류승완 : 석환 역
- 박성빈 : 성빈 역
- 류승범 : 상환 역
- 배중식 : 태훈 역
- 김수현 : 현수 역
- 김철수 : 건달 1 역
- 김대호 : 건달 2 역
- 조청호 : 건달 3 역
- 박성일 : 재떨이 종업원 역
- 유승민 : 상환 선배들 역
- 김광석 : 상대조직 두목 역
- 신재명 : 떨팔 역
- 장건재 : 창준 역
- 정재영 : 성빈 형 역
- 안길강 : 석환 선배 역
- 임원희 : 이 형사 역
- 정정훈 : 선배 종업원 역
- 이장호 : 성빈 부 역 (특별출연)
- 기주봉 : 카센터 사장 역 (특별출연)
- 고인배 : 담임 역 (특별출연)